# Cecil Sandford
Cecil Charles Sandford (Blockley, Gloucestershire, Gran Bretaña, 21 de febrero de 1928-28  de noviembre de 2023) fue un piloto de motociclismo británico, ha sido campeón del mundo de 125cc en la temporada 1952 y de 250cc en a temporada 1957. Además de ganador en dos oportunidades del TT de la Isla de Man.

## Carrera deportiva
Sandford comenzó su carrera a corriendo en eventos locales de motocross y carreras en pista de césped. En 1950 se le ofreció un lugar en el equipo de competición AJS junto con el actual campeón del mundo, Leslie Graham. Siguió a Graham al equipo de MV Agusta y ganó el Campeonato del Mundo de la FIM de 125cc en 1952, ganando el primer campeonato mundial de MV Agusta. En la temporada de 1957, ganó su segundo campeonato del mundo, esta vez corriendo en la categoría de 250cc para el equipo Mondial. Al final de la temporada 1957, Mondial y las otras fábricas de motocicletas italianas se retiraron de la competición debido a los crecientes costos por lo cual Sandford decidió retirarse.

## Resultados en el Campeonato del Mundo
Sistema de puntuación desde 1950 hasta 1968:
| Posición | 1.º | 2.º | 3.º | 4.º | 5.º | 6.º |
| Puntos   | 8   | 6   | 4   | 3   | 2   | 1   |

(Carreras en negrita indica pole position, carreras en cursiva indica vuelta rápida)
| Año  | Cat.      | Moto       | 1       | 2     | 3     | 4       | 5       | 6       | 7     | 8     | 9     | Pts. | Pos. |
| ---- | --------- | ---------- | ------- | ----- | ----- | ------- | ------- | ------- | ----- | ----- | ----- | ---- | ---- |
| 1950 | 350cc     | AJS        | IOM Ret | BEL - | NED - | SUI -   | ULS 5   | NAT 6   |       |       |       | 3    | 13.º |
| 1951 | 250cc     | Velocette  | ESP -   | SUI 5 | IOM - | BEL -   | NED -   | FRA -   | ULS - | NAT - |       | 2    | 12.º |
| 1951 | 350cc     | Velocette  | ESP -   | SUI 2 | IOM - | BEL 4   | NED -   | FRA -   | ULS - | NAT - |       | 9    | 9.º  |
| 1952 | 125cc     | MV Agusta  | IOM 1   | NED 1 | GER 3 | ULS 1   | NAT Ret | ESP 3   |       |       |       | 28   | 1.º  |
| 1953 | 125cc     | MV Agusta  | IOM 3   | NED 3 |       | GER Ret |         | ULS 2   |       | NAT - | ESP 2 | 20   | 2.º  |
| 1953 | 500cc     | MV Agusta  | IOM -   | NED - | BEL - |         | FRA -   | ULS -   | SUI - | NAT 5 | ESP - | 2    | 15.º |
| 1954 | MV Agusta | IOM 3      | ULS 5   | NED - | GER 5 | NAT Ret | ESP -   |         |       |       |       | 8    | 8.º  |
| 1955 | 250cc     | Moto Guzzi |         | IOM 2 | GER 3 |         | NED 5   | ULS 5   | NAT - |       |       | 12   | 3.º  |
| 1955 | 350cc     | Moto Guzzi | FRA -   | IOM 3 | GER 4 | BEL 4   | NED -   | ULS 4   | NAT - |       |       | 13   | 5.º  |
| 1956 | 125cc     | Mondial    | IOM Ret | NED 4 | BEL - | GER 6   | ULS -   | NAT Ret |       |       |       | 4    | 13.º |
| 1956 | 350cc     | DKW        | IOM 4   | NED 4 | BEL 3 | GER 4   | ULS -   | NAT 5   |       |       |       | 13   | 5.º  |
| 1957 | 125cc     | Mondial    | GER Ret | IOM 5 | NED 4 | BEL 3   | ULS Ret | NAT Ret |       |       |       | 9    | 6.º  |
| 1957 | 250cc     | Mondial    | GER 3   | IOM 1 | NED 2 | BEL 3   | ULS 1   | NAT 4   |       |       |       | 26   | 1.º  |